# 2603 Taylor
2603 Taylor (1982 BW1) là một tiểu hành tinh vành đai chính được phát hiện ngày 30 tháng 1 năm 1982 bởi E. Bowell ở Flagstaff (AM).